# Giulio Mazzoni

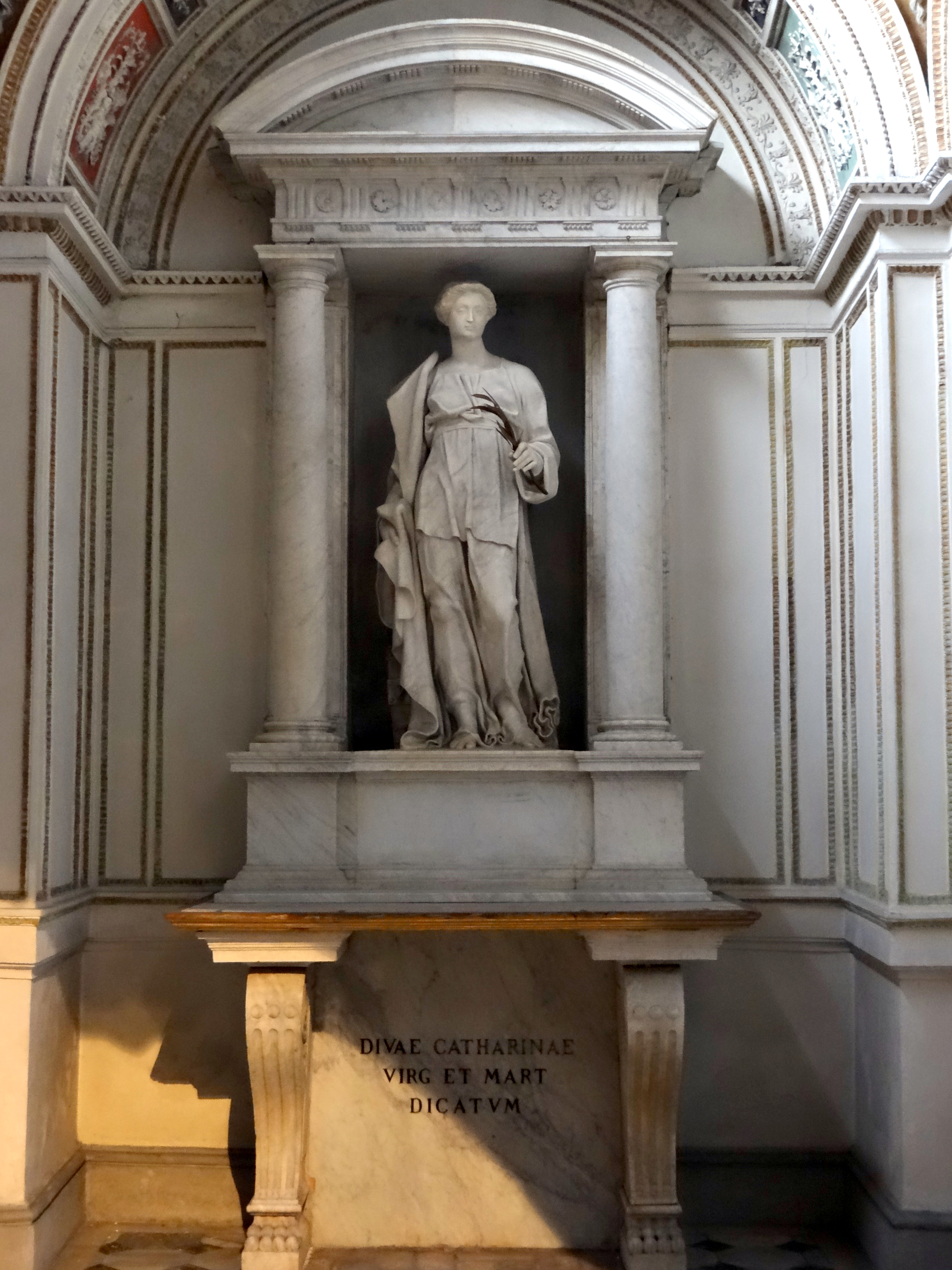
Den heliga Katarina av Alexandria i Cappella Theodoli i Santa Maria del Popolo.

Giulio Mazzoni, född 1525 i Piacenza, Italien, död 1618 i Piacenza, var en italiensk målare, skulptör och stuckatör under senrenässans och ungbarock. Han var elev till Michelangelo.
Mazzoni har bland annat utfört en skulptur föreställande den heliga Katarina av Alexandria i kyrkan Santa Maria del Popolo i Rom. På skulpturens bas står det "IVLIVS MAZZONVS PLACENTINVS PICTOR ET SCVLTOR".

## Verk i urval
- Den heliga Katarina av Alexandria, Cappella Theodoli, Santa Maria del Popolo, Rom[2][3]
- Scener ur den helige Paulus liv, Cappella del Monte, San Pietro in Montorio (attribuering)[4]
- Johannes Döparen predikar och Johannes Döparens martyrium, Cappella di San Giovanni Battista, San Pietro in Montorio (attribuering)[5]
- Stuckarbeten, Cappella della Pietà, San Pietro in Montorio[5]

## Bilder

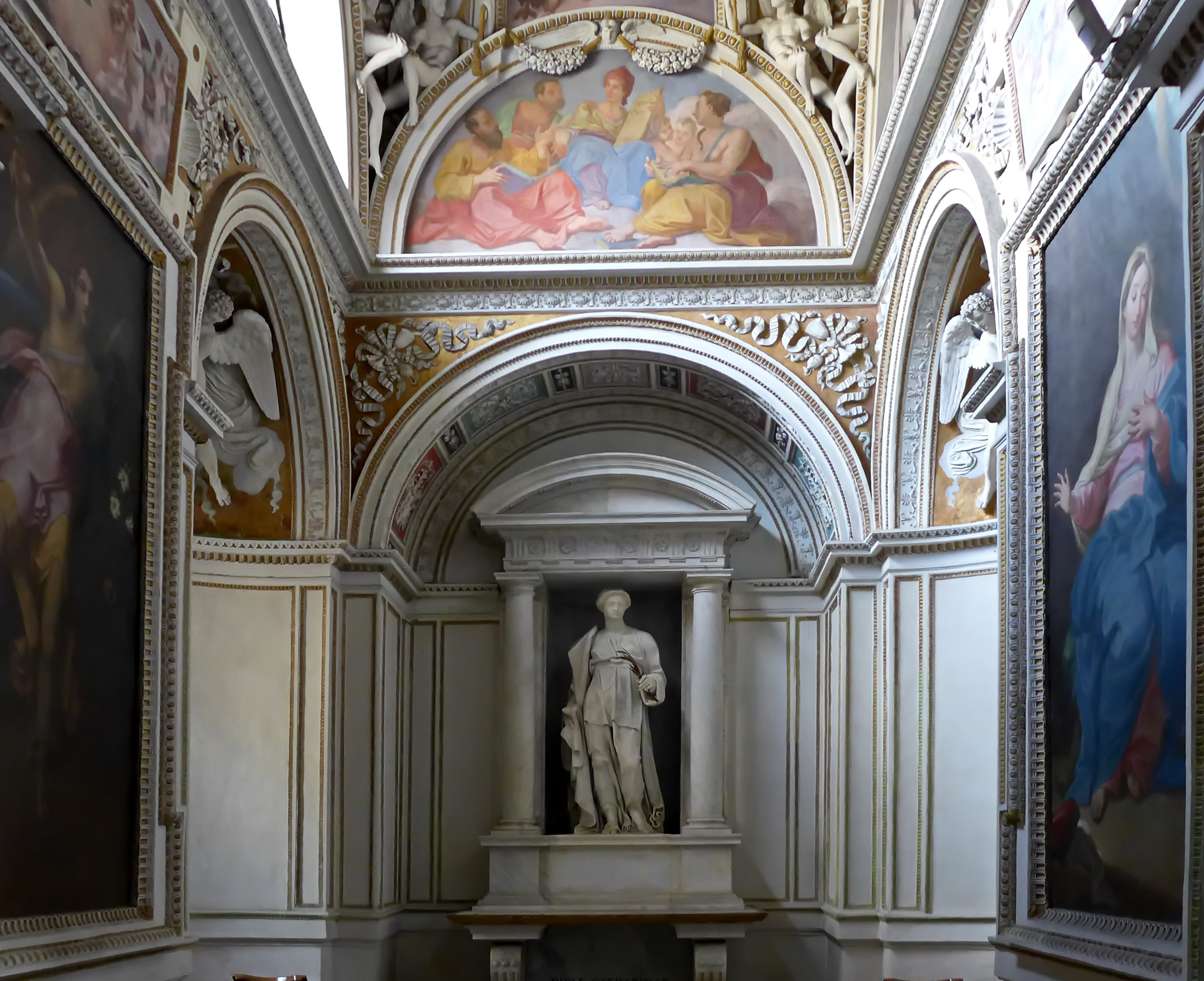
Cappella Theodoli, Santa Maria del Popolo.
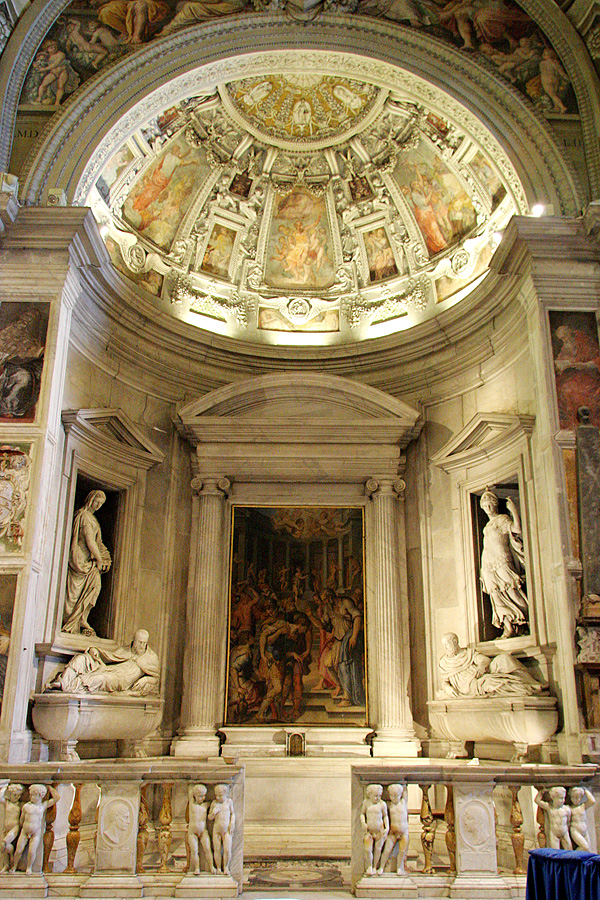
Cappella del Monte, San Pietro in Montorio.
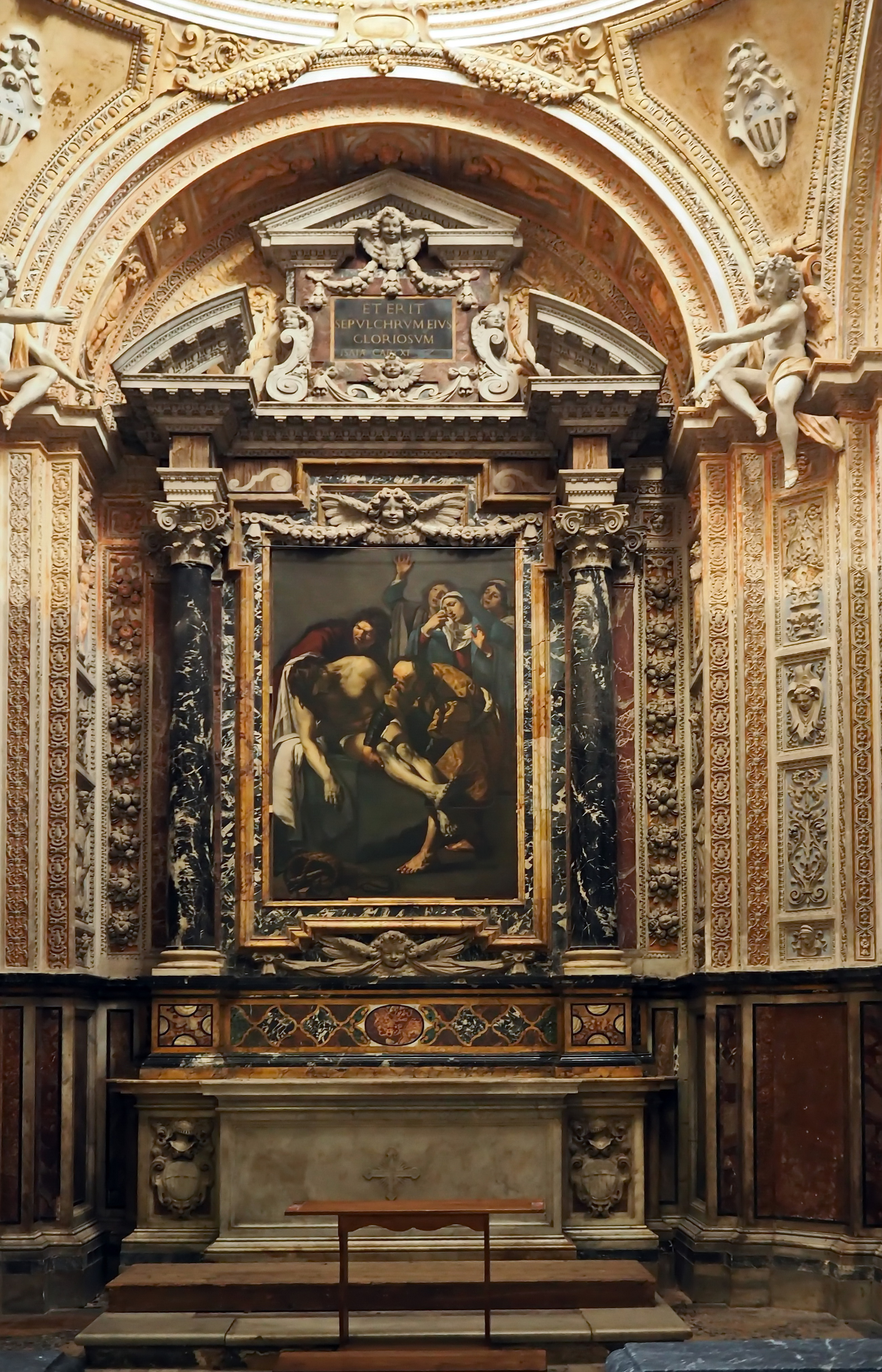
Cappella della Pietà, San Pietro in Montorio.